# Wapen van Sirjansland

Wapen van Sirjansland

Het wapen van Sirjansland werd op 31 juli 1817 bevestigd door de Hoge Raad van Adel nadat de Zeeuwse gemeente Sirjansland opgeheven was per 1 maart 1816. Sirjansland ging toen op in gemeente Oosterland en is sinds 1997 onderdeel van gemeente Schouwen-Duiveland.

## Blazoenering
De blazoenering van het wapen luidde als volgt:
Ingehoekt gedeeld van 3½ stuk van zilver en sabel en een schildhoofd van goud, beladen met 3 schapen van zilver, staande op een losse grond van sinopel, de middelste omgewend.
De heraldische kleuren zijn zilver (wit), sabel (zwart), goud (goud of geel) en sinopel (groen). Overigens geeft de Hoge Raad van Adel in het register zelf geen beschrijving van het wapen, maar slechts een afbeelding. 

## Verklaring
Het wapen is ontleend aan het wapen van voormalig eiland Duiveland met in het schildhoofd een onderscheiding voor Sirjansland. De schapen zijn afkomstig uit het wapen van Dreischor. Sirjansland lag voor de bedijking van 1305 op een deel van Dreischor. Het gemeentewapen was een variant op het heerlijkheidswapen van de heerlijkheid 's Heer Jansland (de oude naam van Sirjansland), waarbij de kleuren van de geren omgedraaid waren, de drie schapen allemaal dezelfde kant opkeken en het schildhoofd van keel was. Bij de aanvraag van het gemeentewapen werd geen verklaring noch redenen opgegeven om af te wijken van het voorgaande heerlijkheidswapen.

## Verwante wapens

Wapen van Dreischor
Wapen van 's Heerenjansland

Aagtekerke
· Aardenburg
· Arnemuiden
· Axel
· Baarland
· Bath
· Biervliet
· Biggekerke
· Bloois
· Bommenede
· Borssele
· Boschkapelle
· Botland
· Breskens
· Brigdamme
· Brijdorpe
· Brouwershaven
· Bruinisse
· Burgh
· Buttinge
· Cadzand
· Clinge
· Colijnsplaat
· Domburg
· Dreischor
· Driewegen
· Duiveland
· Duivendijke
· Elkerzee
· Ellemeet
· Ellewoutsdijk
· Eversdijk
· Gapinge
· Graauw en Langendam
· 's-Gravenpolder
· Grijpskerke
· Groede
· Haamstede
· 's-Heer Abtskerke
· 's-Heer Arendskerke
· 's-Heer Hendrikskinderen
· 's-Heerenhoek
· Heille
· Heinkenszand
· Hengstdijk
· Hoedekenskerke
· Hoek
· Hontenisse
· Hoofdplaat
· Hoogelande
· IJzendijke
· Kapelle
· Kats
· Kattendijke
· Kerkwerve
· Klaaskinderkerke
· Kleverskerke
· Kloetinge
· Koewacht
· Kortgene
· Koudekerke
· Krabbendijke
· Kruiningen
· Looperskapelle
· Maire
· Mariekerke
· Meliskerke
· Middenschouwen
· Nieuw- en Sint Joosland
· Nieuwerkerk
· Nieuwerkerke
· Nieuwlande
· Nieuwvliet
· Nisse
· Noordgouwe
· Noordwelle
· Oostburg
· Oosterland
· Oostkapelle
· Oost-Souburg
· Oost- en West-Souburg
· Ossenisse
· Oud-Vossemeer
· Oudelande
· Ouwerkerk
· Overslag
· Ovezande
· Philippine
· Poortvliet
· Renesse
· Rengerskerke en Zuidland
· Retranchement
· Rilland
· Rilland-Bath
· Ritthem
· Sas van Gent
· Scherpenisse
· Schoondijke
· Schore
· Serooskerke (Schouwen-Duiveland)
· Serooskerke (Veere)
· Sinoutskerke en Baarsdorp
· Sint Anna ter Muiden
· Sint-Annaland
· Sint Jansteen
· Sint Kruis
· Sint Laurens
· Sint-Maartensdijk
· Sint Philipsland
· Sirjansland
· Sluis
· Sluis-Aardenburg
· Stavenisse
· Stoppeldijk
· Valkenisse (Walcheren)
· Valkenisse (Zuid-Beveland)
· Vogelwaarde
· Vrouwenpolder
· Waarde
· Waterlandkerkje
· Wemeldinge
· West-Souburg
· Westdorpe
· Westenschouwen
· Westerschouwen
· Westkapelle
· Westkapelle-Buiten en Sirpoppekerke
· Westkerke
· Wissekerke
· Wissenkerke
· Wolphaartsdijk
· Yerseke
· Zaamslag
· Zierikzee
· Zonnemaire
· Zoutelande
· Zuiddorpe
· Zuidzande
· Zwake

Dorpswapens: Geersdijk
· Hansweert
· Kamperland